# Niviventer tenaster
Niviventer tenaster är en däggdjursart som först beskrevs av Thomas 1916. Niviventer tenaster ingår i släktet Niviventer och familjen råttdjur. Internationella naturvårdsunionen kategoriserar arten globalt som livskraftig. Inga underarter finns listade i Catalogue of Life.
Arten blir 120 till 189 mm lång (huvud och bål), har en 174 till 234 mm lång svans, 32 till 35 mm långa bakfötter och 23 till 26 mm långa öron. Vikten varierar mellan 53 och 140 g. Individerna har gulbrun päls på ovansidan med några mörkbruna taggar inblandade. Det finns en tydlig gräns mot den vita undersidan. Svansens ovansida är lite mörkare brun än undersidan. Flera exemplar har en nästan vit svansspets.
Denna gnagare förekommer med flera från varandra skilda populationer på det sydostasiatiska fastlandet från Myanmar till Vietnam. Arten hittas även på Hainan. Den vistas i bergstrakter mellan 1300 och 3000 meter över havet. Niviventer tenaster lever i regnskogar och andra fuktiga bergsskogar. Individerna går främst på marken och klättrar ibland i växtligheten.